# Verwandtenheirat

Anteil von Verwandtenheiraten einschließlich Cousins 2. Grades (US National Center for Biotechnology Information 2012)

Verwandtenheirat oder Verwandtenehe bezeichnet die Eheschließung zwischen engen Blutsverwandten, wobei sich die Nähe oder der Grad der Verwandtschaft aus der gemeinsamen biologischen Abstammung der Ehepartner ergibt. Als eng verwandt werden Cousins und Cousinen 1. und 2. Grades angesehen, ebenso Onkel und Tanten sowie Neffen und Nichten (siehe dazu auch den Artikel Inzucht beim Menschen und Erbkrankheiten). Weltweit leben mehr als eine Milliarde Menschen in Ländern, in denen Verwandtenheiraten üblich sind, ein Drittel davon zwischen Cousin und Cousine (vergleiche Parallelcousinen- und Kreuzcousinenheirat). Schätzungsweise 20 % der Weltbevölkerung bevorzugen eine Verwandtenehe, geschätzt mehr als 10 % sind mit einem Cousin 2. Grades oder einem engeren Verwandten verheiratet oder sind Nachkommen einer solchen Ehe. In der Türkei ist die Schließung von Verwandtenehen heute bis auf einige kurdisch geprägte Regionen unüblich und der Anteil lag 2023 bei nur 3,2 % (im Vergleich zu 5,9 % im Jahr 2010). Im Oman wurde dieser Wert noch 2011 auf 40–60 % geschätzt.

## Rechtslage

### Deutsches Eherecht
Das Bürgerliche Gesetzbuch (BGB) erlaubt Ehen zwischen Cousins und Cousinen aller Verwandtschaftsgrade sowie zwischen Onkel/Tante und Neffe/Nichte – verboten sind nur Ehen zwischen Blutsverwandten gerader Linie (Elternteil→Kind, Großelternteil→Enkelkind) und zwischen Geschwistern (siehe Geschwisterehe). Der § 1307 Verwandtschaft legt fest: „Eine Ehe darf nicht geschlossen werden zwischen Verwandten in gerader Linie sowie zwischen vollbürtigen und halbbürtigen Geschwistern. Dies gilt auch, wenn das Verwandtschaftsverhältnis durch Annahme als Kind erloschen ist“ (Adoption). Der § 1589 Verwandtschaft erklärt die Linie: „Personen, deren eine von der anderen abstammt, sind in gerader Linie verwandt. Personen, die nicht in gerader Linie verwandt sind, aber von derselben dritten Person abstammen, sind in der Seitenlinie verwandt. Der Grad der Verwandtschaft bestimmt sich nach der Zahl der sie vermittelnden Geburten.“
Eine Ehe, die entgegen dem Verbot geschlossen wurde, ist zwar wirksam, aber aufhebbar (§ 1314 Aufhebungsgründe).

### Schweizer Eherecht
Das Eherecht ist in den Artikeln 90 bis 251 des schweizerischen Zivilgesetzbuches (ZGB) geregelt. Art. 95 verbietet Ehen lediglich „zwischen Verwandten in gerader Linie sowie zwischen Geschwistern oder Halbgeschwistern“. Dennoch geschlossene Ehen sind nach Art. 105 ungültig. Verwandtschaft durch Adoption wird gleich behandelt wie Blutsverwandtschaft; so dürfen beispielsweise Adoptivgeschwister nicht heiraten.

### Katholisches Eherecht
Für nahe Blutsverwandte bis zu Cousins und Cousinen 1. Grades ist Eheschließung von der katholischen Kirche verboten (1091  CIC Codex Iuris Canonici). Für bestimmte Verwandtschaftsgrade von Cousin–Cousine kann das Verbot durch eine Sondergenehmigung der Kirche aufgehoben werden (siehe Ehehindernis im kanonischen Recht). Bis 1917 verbot die katholische Kirche Ehen bis einschließlich Cousins und Cousinen im 3. Grad (vergleiche Parallelcousinen- und Kreuzcousinenheirat).
Die spanischen Bourbonen, die sich wie ihre Vorgänger vom Papst „Katholische Könige“ nennen ließen, schlossen ab 1765 mit dem Segen der Kirche sowohl Ehen zwischen Cousins und Cousinen 1. Grades wie auch zwischen Onkel und Nichten, mehrfach und über mehrere Generationen (siehe Bourbonische Cousinen- und Nichtenheiraten).

### Islamisches Eherecht
Wie in anderen Religionen gelten auch im Islam Inzesttabus und Eheverbote. Eine Besonderheit des Islam ist die Ausweitung des Inzests von der Blutsverwandtschaft auf die Milchverwandtschaft (leiblich nicht verwandte Menschen, die von derselben Frau oder Amme gestillt wurden). Im Koran werden in der 4. Sure an-Nisāʾ („Die Frauen“) in Vers 23 mehrere Verbote aufgezählt, beispielsweise für Onkel-Nichte-Ehen:

„Verboten (zu heiraten) sind euch eure Mütter, eure Töchter, eure Schwestern, eure Tanten väterlicherseits oder mütterlicherseits, die Nichten, eure Nährmütter, eure Nährschwestern, die Mütter eurer Frauen, eure Stieftöchter, die sich im Schoß eurer Familie befinden (und) von (denen von) euren Frauen (stammen), zu denen ihr (bereits) eingegangen seid, – wenn ihr zu ihnen noch nicht eingegangen seid, ist es für euch keine Sünde (solche Stieftöchter zu heiraten) – und (verboten sind euch) die Ehefrauen eurer leiblichen Söhne. Auch (ist es euch verboten) zwei Schwestern zusammen (zur Frau) zu haben, abgesehen von dem, was (in dieser Hinsicht) bereits geschehen ist. Allah ist barmherzig und bereit zu vergeben.“

Einer Untersuchung des australischen Centre for Comparative Genomics zufolge werden in manchen islamischen Ländern dennoch mehr als die Hälfte der Ehen zwischen nahen Verwandten geschlossen. In Deutschland war 2010 etwa jede vierte türkischstämmige Frau mit einem Verwandten verheiratet, wobei allerdings nicht nach dem Grad der Verwandtschaft gefragt wurde. In der Türkei selbst ist die Schließung von Verwandtenehen stark rückläufig, diese Quote lag dort 2023 bei 3,2 %. Ausgenommen von dieser Entwicklung sind kurdisch besiedelte Regionen der Türkei, in denen die Verwandtenehe noch immer stark präsent ist, wenn auch nicht so häufig wie früher.
Nach einer Studie der britischen Fachzeitschrift Reproductive Health Journal von 2009 über Verwandtenehen in der arabischen Welt werden 25 bis 30 % aller Ehen zwischen Cousins und Cousinen 1. Grades geschlossen, insgesamt 20 bis 50 % zwischen Blutsverwandten. Die Bereitschaft dazu steigt in Ländern wie Jemen, Katar und den Vereinigten Arabischen Emiraten, sinkt aber in Jemen, Jordanien und Tunesien mit wachsendem Bildungsstand der Frauen (nicht so bei Männern). Zu unterschiedlichen Scheidungsraten von blutsverwandten Ehen gegenüber nicht verwandten Paaren gibt es bisher keine Studien.
Im Jahr 2008 wies der britische Umweltminister Phil Woolas (später Minister of State for Borders and Immigration unter Premierminister Gordon Brown) darauf hin, dass in der pakistanischen Gemeinde in Großbritannien immer noch 55 % aller Ehen zwischen Cousins und Cousinen geschlossen werden, benannte aber keine Verwandtschaftsgrade. Deren Nachkommen wiesen laut einer medizinischen Studie 30 % aller genetischen Missbildungen bei britischen Neugeborenen auf. 3 % aller Neugeborenen haben pakistanische Eltern, ihr Risiko ist also zehnmal höher (siehe Erbkrankheitsrisiken). Woolas warnte vor „Inzucht in der islamischen Gemeinde“. Im Mai 2011 wies der Professor Steve Jones, einer der bekanntesten britischen Genetiker und Wissenschaftler, ebenfalls darauf hin. Laut Jones ist in der Stadt Bradford, wo viele Pakistani leben, das Problem besonders groß.